# La commare secca
La commare secca (literalmente, "La segadora seca", esto es, la Muerte), en inglés difundida con el título de The Grim Reaper, y en español con el de La cosecha estéril) es una película italiana en blanco y negro de 1962, escrita y dirigida por Bernardo Bertolucci sobre un argumento de Pier Paolo Pasolini, dentro de la estética del neorrealismo italiano de esa época. A sus 21 años, fue el debut de Bertolucci como director, y se trata de un falso policíaco de género negro que en realidad encubre un drama de denuncia social. 

## Argumento
En cuanto a su estructura, es una analepsis que debe mucho a la influyente Rashōmon (1950) de Akira Kurosawa, ya que se refiere a la investigación de la muerte de una prostituta en un parque nocturno desde los distintos puntos de vista de los que paseaban o deambulaban por allí a deshora, uno de ellos el asesino. Sin embargo, Bertolucci negó en ese momento haber visto la película japonesa. Se trata, pues, de una sucesión de interrogatorios de cuyas contradicciones surge, en la escena final, el culpable, uno de los sospechosos interrogados por un policía del que solo se escucha la voz en off.
La película se ambienta en Roma, en 1960. Comienza con la imagen de una señora que se levanta de la cama, ve llover por la ventana, se prepara un café y se arregla, acicala y viste no sabemos para qué. Después se muestra la imagen brutal de su cadáver, aparecido a la orilla del Tíber, averiguándose así que se trataba de una meretriz. Aparece luego una serie de interrogatorios de sospechosos por parte de la policía, todos los cuales se sabe que estaban en un parque cercano en el momento del asesinato y la vieron sin sospechar nada. Cada testigo relata sus actividades durante el día y la noche, y cada narración sirve como una parte de la historia de la vida colectiva, en el ambiente del miserable barrio del Trastévere romano.
Un joven carterista le dice a la policía que se había reunido con un sacerdote para obtener una recomendación de trabajo, aunque lo que se ve es que él y sus amigos pasaron el tiempo tratando de robar a unos amantes en el parque. Un gigoló desaira y maltrata a sus dos novias. Un soldado desorientado y deambulante falla en sus intentos de que varias mujeres le hagan algún caso y se queda dormido en un banco del parque. Dos adolescentes comparten una tarde agradable junto a dos mozas, pero terminan robando a un homosexual en el parque; cuando la policía intenta interrogarlos, uno se ahoga en el Tíber al huir. El flash-back final muestra el asesinato de la prostituta por un hombre con zuecos que había sido interrogado previamente y finalmente fue detenido en un baile.
Cada narración es interrumpida por una lluvia repentina que reconduce a las distintas fases del episodio inicial, un interludio en que se muestra a la prostituta preparándose para su jornada nocturna: una mujer a la que todos vieron esa noche, pero de la que nadie se compadeció. Estaban demasiado ocupados en sus propias y egoístas evasiones. Las interpretaciones son absolutamente creíbles y los personajes resultan detestables o incómodos a excepción de la prostituta, que no habla y es mostrada con cierta ternura.

## Reparto
- Carlotta Barilli: Serenella
- Lorenza Benedetti: Milly
- Clorinda Celani: Soraya
- Vincenzo Ciccora: Mayor
- Álvaro D’Ercole: Francolicchio
- Giancarlo De Rosa: Nino
- Elena Fontana
- Maria Fontana
- Gabriella Giorgelli: Esperia
- Romano Labate: Pipito
- Silvio Laurenzi: Homosexual
- Alfredo Leggi: Bostelli
- Santina Lisio: madre de Esperia
- Allen Midgette: Teodoro, el soldado
- Ada Peragostini: Maria
- Emy Rocci: Domenica
- Wanda Rocci: Prostituta
- Francesco Ruiu: Canticchia
- Marisa Solinas: Bruna
- Erina Torelli: Mariella
- Renato Troiani: Natalino

## Recepción crítica
Presentada en la XXIII.ª edición del Festival de Cine de Venecia, hubo división de opiniones entre entusiastas y detractores; estos últimos fueron sobre todo los críticos italianos, quienes insistieron en ver la mano de Pasolini, recientemente premiado con un importante galardón literario, en esta película; tal vez por ello no recibió ningún premio. Sin embargo, fue aclamada por la crítica internacional, en especial la francesa, como el acta de nacimiento de un nuevo, importante y talentoso director; fue, sin embargo, un fracaso en taquilla.
El título se refiere a la Parca, la Muerte, una de las cartas del Tarot, y está tomado de un soneto en dialecto romanesco de Giuseppe Gioachino Belli mencionado al final de la película: «...E già la Commaraccia secca de strada Giulia arza er rampino», cita que Pasolini había usado ya en su novela Chavales del arroyo. 
Muchos críticos italianos, al notar la radiografía que en este filme se hace de un submundo romano de ladronzuelos, proxenetas, vagos y otros marginados sociales, pensaron que era una película perteneciente al universo de Pasolini, aunque Bertolucci hizo un esfuerzo consciente para crear su propio estilo centrándose en los elementos más líricos y procurando acentuar sobre todo dos temas: la muerte y el paso del tiempo. Existe además una consciente desintonía entre lo que la cámara muestra y lo que el personaje cuenta. Además, la cámara de Bertolucci es de estilo más ágil y móvil que la de Pasolini y recurre a una iluminación expresionista; por otra parte, la estructura de su película es sólida: no busca una forma desarticulada como la de Pasolini. 
Bertolucci había ejercido de ayudante de dirección de Pasolini en Accattone (1961), un filme con el que La commare seca tiene bastante en común; Pasolini tenía escrita una sinopsis de cinco páginas para realizar una película, pero prefirió realizar otra que ya tenía escrita (Mamma Roma, 1962) y convenció al productor para que la rodara Bertolucci. No en vano Pasolini era amigo de su padre, el poeta, y vivían ambos en la misma casa del Trastévere. La estética general es la del neorrealismo italiano: por ejemplo, ningún actor es profesional, las localizaciones son reales y el guion está dialogado en dialecto romanesco (para lo cual Bertolucci requirió de la ayuda del escritor Sergio Citti, buen conocedor del dialecto romano y colaborador habitual de Pasolini, quien se sentía más seguro en su idioma friulano) si bien pertenece a la segunda fase de este movimiento: un cine de denuncia social de la pobreza, en que Bertolucci intenta combinar el naturalismo con su particular lirismo.
En España se estrenó tardíamente, el 20 de mayo de 1969, con el título de La cosecha estéril.

## Equipo técnico
La música es de Piero Piccioni y Carlo Rustichelli, la fotografía de Giovanni Narzisi y la producción de Tonino Cervi. No está acreditado como coguionista Sergio Citti.